# 黃維翰
黃維翰（1867年—1930年），字申甫，号稼溪。江西撫州府崇仁县连城乡舍头村（今属临川区连城乡）人。清末、民國政治人物、学者。

## 生平
光緒二十年（1894年）举人，光緒二十一年（1895年）联捷乙未科進士。同年五月，以主事分部学习。任兵部职方司主事，候补直隶州知州。光緒三十二年（1906年），随直隶总督袁世凯检阅北洋新军。光緒三十三年（1907年），徐世昌為东三省总督，奏调黄维翰到瀋陽，署陆军督练公所参议。不久，调任呼兰府知府，兼办呼兰税局，政績卓著。
宣统二年（1910年），调署龙江府知府，兼省会警务公所总办。宣統三年（1911年），因房师兼上司巡抚周树模弟弟触犯警律，他依法惩处，被周树模参劾罢官。
民国三年（1914年），黃維翰应黑龙江督军朱子樵聘，主持《黑龙江通志》纂修局务。不二年，修志又告中辍。黃維翰前往北京居住。民國八年（1919年），獲聘为国史编纂处编纂主任。
民國十八年（1929年），万福麟任黑龙江省政府主席，重设通志局，再聘黃維翰为纂修，負責《地理志》，方成唐代前部，突發中风，次年6月不治。